# Zenon Grocholewski
Zenon Grocholewski, född 11 oktober 1939 i Bródki, Polen, död 17 juli 2020 i Vatikanstaten, var en polsk kardinal och ärkebiskop. Han var prefekt för Kongregationen för katolsk utbildning från 1999 till 2015.

## Biografi
Zenon Grocholewski var son till Stanisław Grocholewski och Józefa z Stawińskich. Grocholewski prästvigdes av ärkebiskopen av Poznań, Antoni Baraniak, den 27 maj 1963 i Poznańs katedral. Han studerade vid Påvliga universitetet Gregoriana i Rom, där han 1972 blev doktor i kanonisk rätt. År 1977 utsåg påve Paulus VI Grocholewski till monsignore.
I december 1982 utnämndes Grocholewski till titulärbiskop av Acropolis och vigdes den 6 januari året därpå av påve Johannes Paulus II i Peterskyrkan. År 1991 blev han titulärärkebiskop ad personam. Åren 1998–1999 var han prefekt för Apostoliska överdomstolen och åren 1999–2015 prefekt för Kongregationen för katolsk utbildning.
Den 21 februari 2001 upphöjde påve Johannes Paulus II Grocholewski till kardinaldiakon med San Nicola in Carcere som diakonia; tio år senare blev han kardinalpräst pro hac vice. Han deltog i konklaven 2005, vilken valde Benedikt XVI till ny påve samt vid konklaven 2013, som valde Franciskus.
Kardinal Grocholewski avled i Vatikanstaten den 17 juli 2020, 80 år gammal.

## Bilder

Kardinal Grocholewskis titelkyrka
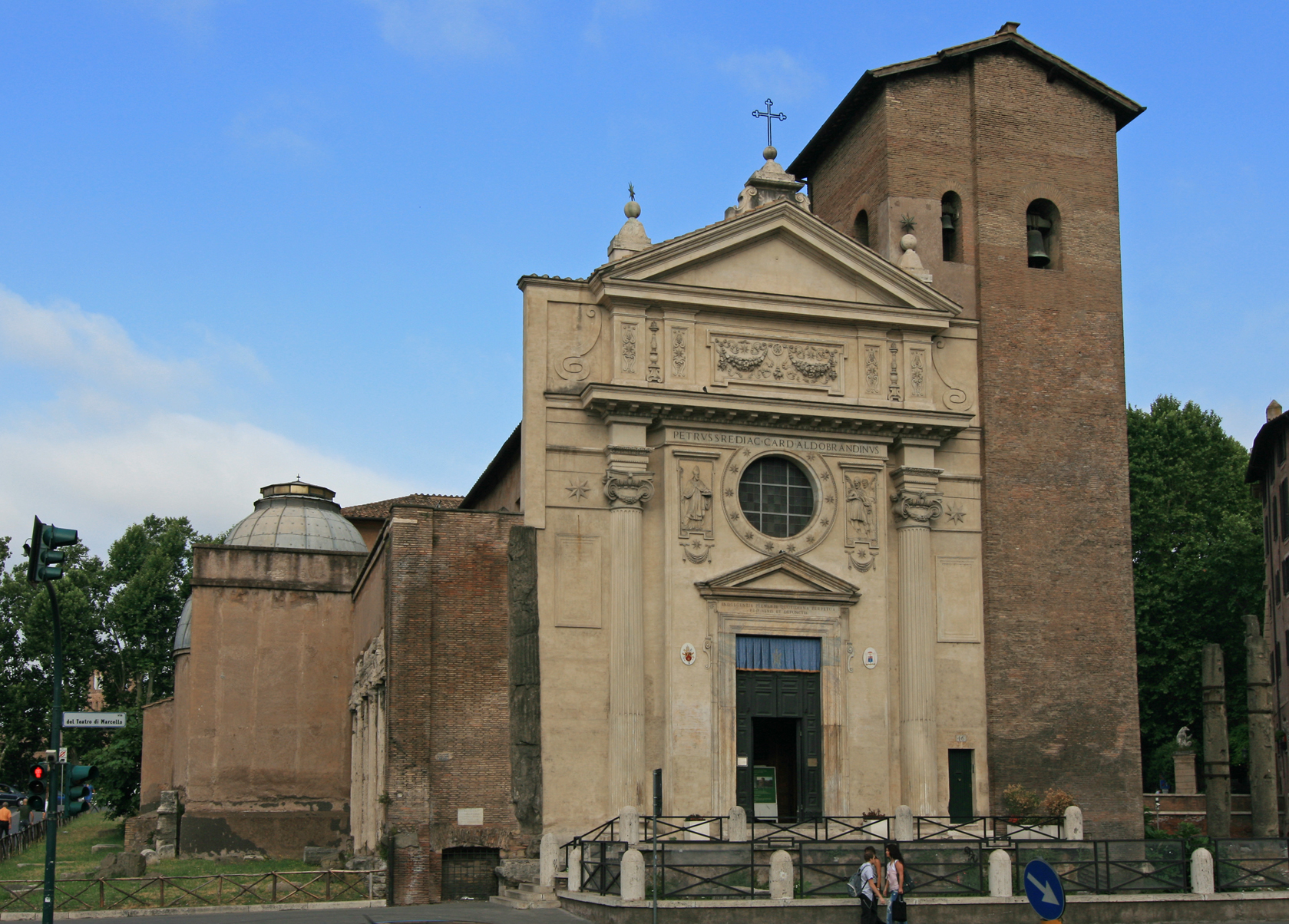
San Nicola in Carcere.